# Millardia
Millardia is een geslacht van knaagdieren uit de muizen en ratten van de Oude Wereld dat voorkomt in India, Pakistan, Nepal, Myanmar en Sri Lanka. Dit geslacht is waarschijnlijk het nauwste verwant aan Madromys, Diomys en Cremnomys. Twee vermeende fossiele soorten uit Ethiopië behoren waarschijnlijk in feite tot de stekelmuizen (Acomys). In Noordwest-India en Noord-Pakistan zijn fossielen bekend van het Vroeg-Plioceen tot het Laat-Pleistoceen.
Dit geslacht omvat ratten met een korte staart en een korte vijfde teen. Het palatum en de voorste foramina palatina zijn kort.
Er zijn vier soorten:
- Millardia gleadowi (Zuid-Pakistan en West-India)
- Millardia kathleenae (Midden-Myanmar)
- Millardia kondana (Sinhgarh, Maharashtra, Zuidwest-India)
- Millardia meltada (oostelijk Pakistan, het grootste deel van India, Nepal en Sri Lanka)

De naam Millardia is een eerbetoon aan Walter Samuel Millard (1864-1952), een Brits natuurwetenschapper die secretaris was van de "Bombay Natural History Society".